# Evangelische Kirche (Bytom-Bobrek)

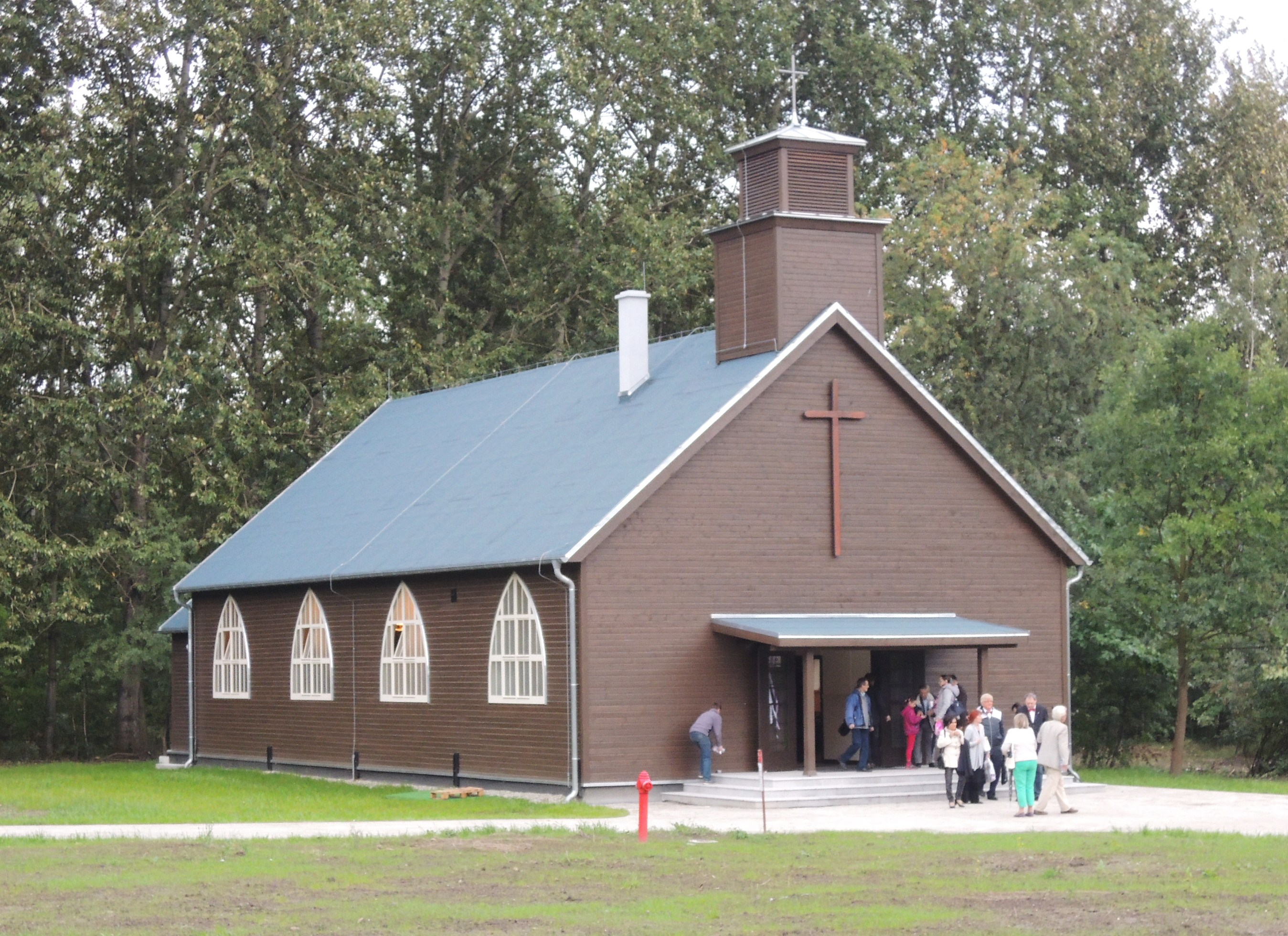
Blick auf die Evangelische Kirche

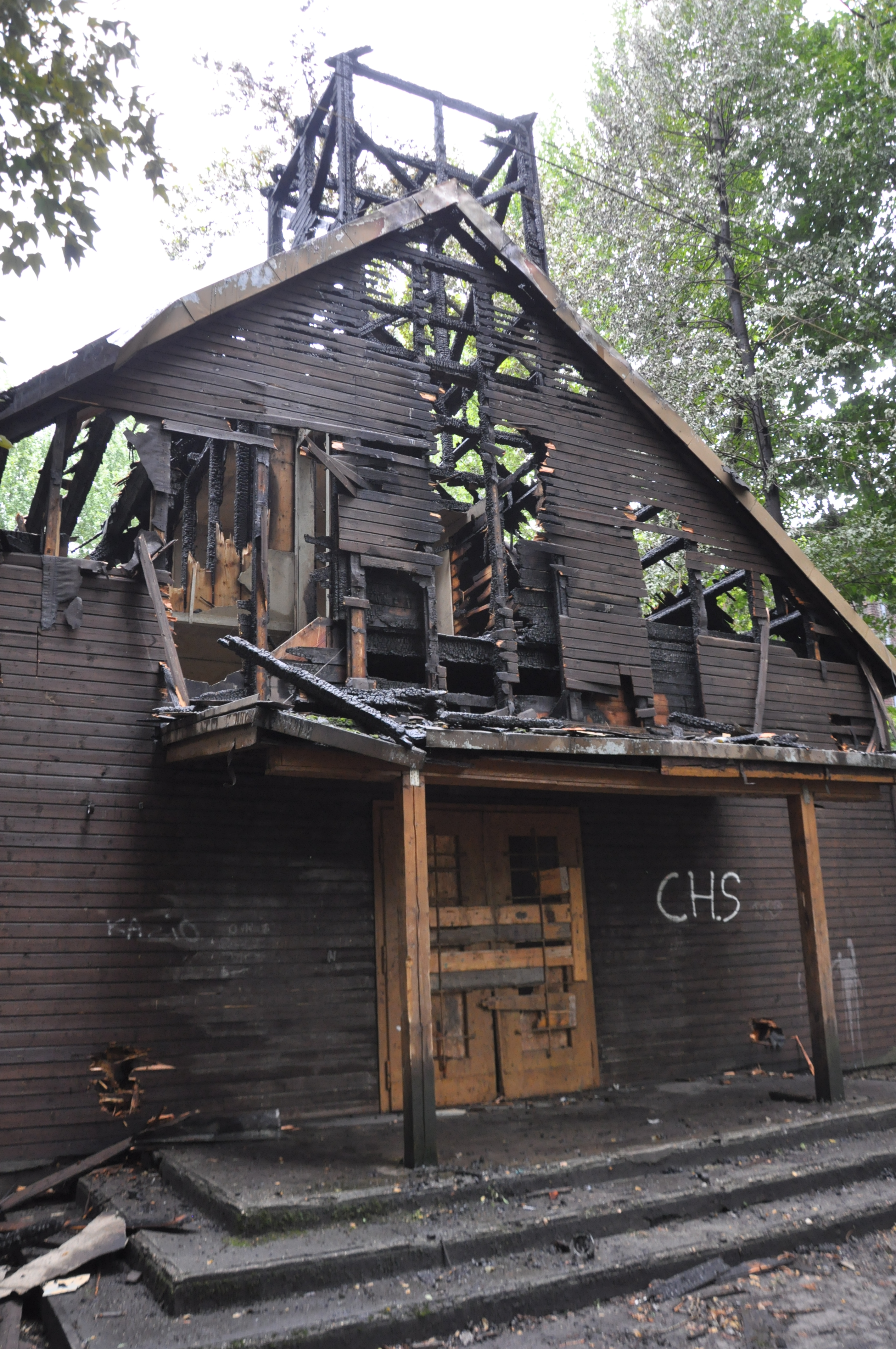
Die Kirche nach dem Brand von 2014

Die Evangelische Kirche im oberschlesischen Bytom-Bobrek (Beuthen-Bobrek) war eine evangelische Filialkirche. Die Kirche aus Holz im einfachen Stil mit einem kleinen Dachreiter stammt aus dem 21. Jahrhundert. Sie gehörte zur Evangelischen Gemeinde in Miechowice (Miechowitz). Derzeit steht sie als Ausstellungsobjekt im Oberschlesischen ethnografischen Park.

## Geschichte
Das Grundstück war ein Geschenk des Hüttenwerks in Bobrek an die evangelische Gemeinde. An der Realisierung des Baus war das Architekturbüro von Kurt Nietzsche beteiligt. Der Bau wurde 1932 begonnen und im selben Jahr beendet. Für den Bau der Kirche wurden Fertigelemente der Firma Christoph & Unmack aus Niesky verwendet. Auf eine ähnliche Weise und in einem ähnlichen Stil wurde auch die Evangelische Kirche von Mikultschütz errichtet.
Am 23. Juli 2014 geriet das Kirchendach in Brand. 2015 wurde die Evangelische Kirche abgetragen und die Bauteile zum Oberschlesischen ethnografischen Park in Chorzów (Königshütte O.S.) gebracht und dort wieder aufgebaut und rekonstruiert. 2017 wurde sie zur Nutzung freigegeben.